# ویاچسلاف ووینوف
ویاچسلاف ووینوف (روسی: Вячесла́в Леони́дович Во́йнов؛ زادهٔ ۱۵ ژانویهٔ ۱۹۹۰) بازیکن هاکی روی یخ اهل روسیه است.
وی همچنین برندهٔ جوایزی همچون مدال برنز، جام استنلی، و نشان دوستی شده‌است.